# Пункт назначения: Узы крови
«Пункт назначе́ния: У́зы кро́ви» (англ. Final Destination Bloodlines, он же «Пункт назначения 6») — американский фильм ужасов о сверхъестественном, снятый режиссёрами Заком Липовски и Адамом Стейном по сценарию Гая Бусика и Лори Эванс Тейлор на основе сюжета Джона Уоттса. Шестой фильм во франшизе «Пункт назначения» после «Пункта назначения 5» (2011) и продолжение «Пункта назначения 4» (2009). Кейтлин Санта Хуана сыграла роль студентки колледжа, которая наследует внезапное предчувствие своей бабушки о крахе башни в 1969 году и пытается спасти всю свою семью после того, как Смерть начинает убивать их одного за другим, потому что они никогда не должны были существовать. Также в картине приняли участие Тео Брионес, Ричард Хармон, Оуэн Патрик Джойнер, Риа Килстедт, Анна Лоре, Брэк Бэссинджер и Тони Тодд.
После коммерческого успеха «Пункта назначения 5» началась разработка новой части; её описывали как «переосмысление» франшизы. В марте 2020 года продюсер Крейг Перри утверждал, что действие фильма будет «происходить в мире службы быстрого реагирования» с участием врачей скорой помощи, пожарных и полицейских, но в октябре того же года создатель франшизы Джеффри Реддик заявил, что это шестой основной фильм франшизы. Съёмки проходили в Ванкувере, как и большинство предыдущих частей. Фильм посвящён памяти актёра Тони Тодда, умершего из-за продолжительной болезни 6 ноября 2024 года в возрасте 69 лет и поэтому он посмертно упоминается в финальных титрах фильма.
«Пункт назначения: Узы крови» был выпущен в американский прокат 16 мая 2025 года кинокомпанией Warner Bros. Pictures. Фильм получил в целом положительные отзывы критиков и собрал в мировом прокате 285,3 миллиона долларов, став одновременно самой получившей наибольшее количество отзывов и самой кассовой частью франшизы. В разработке находится сиквел.

## Сюжет
В 1969 году Айрис и её жених Пол присутствуют на церемонии открытия башни-ресторана Skyview. На смотровой площадке Айрис приходит видение, в котором осколок люстры разбивает стеклянный пол под гостями, а лопасть вентилятора пронзает газовую трубу, что вызывает мощный взрыв, приводящий к обрушению башни и гибели всех присутствующих.
В настоящем времени студентка колледжа Стефани Рейес, внучка Айрис по материнской линии, видит кошмары, точно повторяющие предчувствие её бабушки. Она никогда не общалась с бабушкой, и не знает, где она живёт и жива ли та до сих пор, но уверена, что если поговорить с ней, кошмары закончатся. Чтобы узнать, как найти бабушку, Стефани отправляется в родительский дом, где живут её отец Марти и брат Чарли. Вместе с Чарли она навещает брата своей матери дядю Говарда, его жену тётю Бренду и их детей Эрика, Джулию и Бобби. Когда Стефани спрашивает дядю Говарда об Айрис, он объясняет, что та сумасшедшая, которая постоянно пыталась спасти своих близких от якобы  угрожавшей им смерти и своим безумием едва не свела их с ума, заставив свою дочь Дарлин, мать Стефани, покинуть семью. Говард отказывается помочь Стефани найти её бабушку, однако его жена Бренда всё же намекнула, где лежат письма от Айрис, на которых указан адрес. Стефани отправляется в укреплённую хижину Айрис в лесу, где та живёт одинокой затворницей более 20 лет.
Айрис объясняет Стефани, что в 1969 году она нарушила план смерти, предупредив Пола и других гостей о трещинах на стеклянном полу ресторана, и заставив их покинуть его, прежде чем он разобьётся, а также отобрав у мальчика на смотровой площадке монету, брошенную им в вентиляцию, и ставшую причиной взрыва газа. Башня так и не рухнула, все гости выжили, но смерть начала убивать всех выживших и их потомков, поскольку их, согласно её плану, не должно было существовать. Муж Айрис, как и остальные, также погиб от несчастного случая, и Айрис посвятила свою жизнь тому, чтобы не дать смерти убить её. Она собрала информацию о зловещих предзнаменованиях в рукописной книге, чтобы обманывать смерть на протяжении многих лет, и дожить до старости. Стефани не верит бабушке, пытается уйти, но та жертвует собой, чтобы убедить внучку в реальности плана смерти, и выходит из хижины, чтобы погибнуть от несчастного случая у Стефани на глазах, когда с крыши на огнетушитель падает флюгер и затем пронзает ей затылок, выйдя через рот.
После похорон Айрис её дочь Дарлин, мать Стефани, возвращается домой в своём трейлере, в котором одиноко жила последние годы. Дочь обижается на неё за то, что она бросила семью, когда была так нужна своим детям. Во время семейного барбекю Стефани читает бабушкину книгу и узнаёт, что кто-то по имени Джей Би нашёл выжившего, победившего смерть. Пока семья веселится, Говард наступает на кусок стекла и падает лужайку, а случайно включившаяся газонокосилка перемалывает его лицо. После его похорон Стефани пытается убедить семью, что за ними охотится смерть, и объясняет, что поскольку потомки других выживших в башне умирали по старшинству, то и старший сын Говарда Эрик должен быть следующим, но ей никто не верит. Той же ночью ещё одна цепь случайностей приводит к пожару в тату-салоне, где работает Эрик, но он выживает благодаря кожаной куртке, защитившей его от огня.
Убеждённая, что смерть преследует семью, Стефани предупреждает своих кузенов Эрика и Джулию об опасности, но те настроены скептически, Джулия уходит на пробежку, а Эрик издевается над Стефани, намеренно дразня смерть. Внезапно Джулия падает в мусорный бак и оказывается в мусоровозе, где пресс для мусора убивает её, перерубив её голову пополам. Оставшиеся родственники, наконец, убеждаются, что всё происходящее не случайность. Обнаруживается, что отец Стефани Марти и мать её кузенов Бренда в безопасности, так как они не являются потомками Айрис. Бренда объясняет, почему Джулия погибла, в то время как Эрик выжил, рассказав, что он не является биологическим сыном Говарда из-за её тайного романа много лет назад. Стефани хочет поговорить с упомянутым в бабушкиной книге Джей Би, который нашёл того, кто победил смерть. Дарлин вспоминает, что этот человек работал в больнице. Герои отправляются туда, и находят Уильяма Джона Бладворта, которого друзья называют Джей Би.
Бладворт объясняет, что в детстве он выжил после крушения башни и впоследствии подружился с Айрис, и помог ей найти способ спастись от своей судьбы. Он говорит, что есть два способа победить смерть —  убить кого-то и забрать годы, оставшиеся ему до смерти, либо создать «новую жизнь», пережив клиническую смерть, и снова вернувшись к жизни. Бладворт рассказывает, что Кимберли Корман и Томас Бёрк — единственные выжившие, которым удалось избавиться от проклятия. Бладворт также сообщает, что у него неизлечимый рак и он просто ждёт, когда смерть  заберёт его, и не собирается помогать героям спастись.
В попытке создать «новую жизнь» Эрик даёт Бобби закуску с орехами, чтобы аллергическая реакция Бобби убила его, а Эрик смог бы оживить его с помощью автоинъектора адреналина. План проваливается, когда аппарат МРТ случайно включается, вырывает пирсинг Эрика и притягивает инвалидную коляску, которая втягивает Эрика внутрь томографа, убивая его. После этого пружина торгового автомата пронзает голову Бобби на глазах у Стефани, Чарли и Дарлин, в последний момент вбежавших в кабинет. Герои едут в укреплённый дом Айрис в фургоне Дарлин, чтоб оставить её жить там в безопасности, как жила Айрис. Ворота на въезде закрыты, и Стефани пробивает их фургоном, в результате чего с полки падает фонарик, ломая крепление её ремня безопасности. Дарлин с Чарли пытаются войти в дом Айрис, но сквозняк внутри дома роняет цветочный горшок на газовую трубу, в результате чего происходит мощный взрыв, опрокидывающий фургон в пруд, заваливающий Чарли обломками, и сильно обжигающий Дарлин. Стефани, не в силах отстегнуться, начинает тонуть. Тем временем обожжённая Дарлин помогает Чарли освободиться из-под обломков, но тут же погибает от падающего ей на голову столба. Чарли бросается в фургон, и пытается перерезать ремень тонущей Стефани ножом. Она захлёбывается и теряет сознание. В итоге Чарли вытаскивает сестру наружу и оживляет с помощью СЛР, после чего Стефани и Чарли уверены, что план смерти нарушен, и они в безопасности.
Неделю спустя, на выпускном вечере Чарли, герои узнают, что на самом деле Стефани не пережила клиническую смерть, а Чарли просто привёл её в чувство, поэтому проклятие всё ещё действует. В этот момент та самая монета, что была брошена мальчиком в начале фильма в вентиляцию ресторана, вызвав взрыв газа, выпадает из кошелька пожилой женщины, и заклинивает стрелку на железнодорожных путях, приводя к сходу с рельсов грузового поезда. Поезд преследует героев по улице, из него вылетают брёвна, убивающие Стефани и Чарли.

## В ролях
| Актёр               | Роль                   |
| ------------------- | ---------------------- |
| Кейтлин Санта Хуана | Стефани Льюис          |
| Тео Брионес         | Чарли Льюис            |
| Ричард Хармон       | Эрик Кэмпбелл          |
| Оуэн Патрик Джойнер | Бобби Кэмпбелл         |
| Риа Килстедт        | Дарлен Льюис           |
| Анна Лор            | Джулия Кэмпбелл        |
| Габриэль Роуз       | Айрис Кэмпбелл         |
| Брэк Бэссинджер     | молодая Айрис Кэмпбелл |
| Тони Тодд           | Уильям Бладворт        |
| Джейден Ония        | юный Уильям Бладворт   |
| Тинпо Ли            | Марти Рейес            |
| Эйприл Телек        | Бренда Кэмпбелл        |
| Алекс Захара        | Говард Кэмпбелл        |
| Макс Ллойд-Джонс    | Пол Кэмпбелл           |

## Производство
В январе 2019 года издание The Hollywood Reporter подтвердило, что New Line Cinema начала работу над фильмом-перезапуском франшизы. Патрик Мелтон и Маркус Данстэн написали сценарий, а сюжет описывался как «переосмысление» франшизы. В марте 2020 года продюсер серии Крейг Перри заявил, что действие фильма будет «происходить в мире службы быстрого реагирования» с участием врачей скорой помощи, пожарных и полицейских. Когда его спросили, будет ли сюжет соответствовать канонам предыдущих частей, он ответил: «Перезапуск — это, пожалуй, слишком сильное слово… оно заставляет думать, что они собираются всё изменить, но это определённо „Пункт назначения“». В октябре 2020 года создатель сериала Джеффри Реддик подтвердил, что шестой фильм был в работе ещё до пандемии COVID-19.
В октябре 2021 года Лори Эванс Тейлор стала новым сценаристом фильма. В январе 2022 года стало известно, что фильм будет доступен на HBO Max, Джон Уоттс присоединился к проекту в качестве продюсера, а Тейлор, как было подтверждено, написала сценарий вместе с Гаем Бусиком. В июле 2022 года Реддик заявил, что фильм будет отличаться от привычной формулы франшизы. В сентябре 2022 года Зак Липовски и Адам Стейн стали режиссёрами фильма, они были выбраны из более чем двухсот кандидатов. Во время встречи с руководителями и продюсерами New Line, Липовски и Стейн в конце разговора инсценировали несчастный случай, подобный тем, что происходят во франшизе; по словам инсайдеров, эта шутка, в которой использовалось сочетание заранее записанных кадров и визуальных эффектов и которая показала страсть режиссёров к фильму, решила дело и они были наняты.
В сентябре 2023 года Bloody Disgusting сообщил, что Тони Тодд вновь исполнит роль Уильяма Бладворта. В фильме будет раскрыта предыстория персонажа. В марте 2024 года к актёрскому составу присоединились Брэк Бэссинджер, Тео Брионес, Кейтлин Санта Хуана, Ричард Хармон, Анна Лор, Оуэн Патрик Джойнер, Макс Ллойд-Джонс, Риа Килстедт и Тинпо Ли.
Основные съёмки должны были проходить в Ванкувере с 31 июля по 13 октября 2023 года. В середине июля съёмки были отложены из-за забастовки SAG-AFTRA. Съёмки начались в Ванкувере 4 марта 2024 года и завершились 13 мая 2024 года.

## Выпуск
Фильм «Пункт назначения: Узы крови» появился в кинотеатрах США 16 мая 2025 года. Фильм был снят для IMAX и вышел в прокат как в формате IMAX, так и в стандартном формате. Трейлер фильма был выпущен 25 марта 2025 года на 65 рынках и был доступен в 44 различных языковых версиях. По подсчётам WaveMetrix, он собрал 178,7 миллионов просмотров по всему миру в течение первых 24 часов, что сделало его вторым по популярности трейлером фильма ужасов (после «Оно» от New Line с 200 миллионами просмотров).

## Приём

### Театральная касса
В Соединённых Штатах и Канаде фильм «Пункт назначения: Узы крови» вышел одновременно с фильмом «Последнее завтра» и, по прогнозам, должен был собрать 35-40 миллионов долларов в 3400 кинотеатрах за первые выходные. Он собрал 5,5 миллионов долларов на предварительных показах в четверг вечером.

### Восприятие
Картина удостоилась наивысших оценок от критиков за всю историю франшизы. На сайте-агрегаторе рецензий Rotten Tomatoes 93% из 162 рецензий положительные. Консенсус сайта гласит: «Добавляя несколько удивительных эмоциональных слоёв к жутким костям мифологии этой киносерии, шестой фильм изобретательно исполняет ужасающие сцены с точностью и превращает надвигающуюся гибель в возмутительное веселье». Metacritic, который использует средневзвешенный показатель, присвоил фильму оценку 73 из 100 на основе 35 рецензий критиков, что указывает на «в целом благоприятные» рецензии. Зрители, опрошенные PostTrak, дали фильму в среднем четыре звезды из пяти, а 69% заявили, что определённо рекомендовали бы его, в то время как зрители опрошенные CinemaScore дали фильму оценку «B+» по шкале от A+ до F.
Тодд Гилкрест из Variety назвал фильм «умным, непредсказуемым и весёлым» и похвалил игру Тодда как «нежную дань уважения светилу ужасов и ретроактивной соединительной ткани между разрозненными главами франшизы». Фрэнк Шек из The Hollywood Reporter написал, что фильм «даёт своим зрителям именно то, чего они ожидают. А именно, серию изобретательно разработанных, дьявольских смертей в стиле Руба Голдберга, которые в основном настолько вероятны, что вы обнаружите, что переходите улицу очень осторожно, когда выйдете из кинотеатра». Он также похвалил появление Тодда как «пронзительное напоминание о том, что в реальной жизни, как и в этих фильмах, смерть приходит за каждым».

## Возможное продолжение
Штейн отметил, что повествовательный потенциал остаётся открытым, заявив: «Работа Смерти никогда не заканчивается. Всегда есть ещё счёты, которые нужно свести».
Однако он признал, что творческий процесс занимает несколько лет. Перри также выразил открытость к продолжению франшизы, отметив, что «Узы крови» расширили творческую гибкость серии.
Как сообщает The Hollywood Reporter, «Пункт назначения 7» уже запустили в разработку. Сценарий пишет Лори Эванс Тейлор («Заманчивое предложение»). Она же работала над шестой частью «Пункт назначения: Узы крови» (2025) – в соавторстве с Гаем Бусиком («Я иду искать», «Крик 5»). Режиссерами «Уз крови» выступили Зак Липовски и Адам Б. Стейн («Иные»).